# Vejprnice
Vejprnice – gmina w Czechach, w powiecie Pilzno Północ, w kraju pilzneńskim. Według danych z dnia 1 stycznia 2013 liczyła 3 757 mieszkańców.